# Geoffrey Fletcher

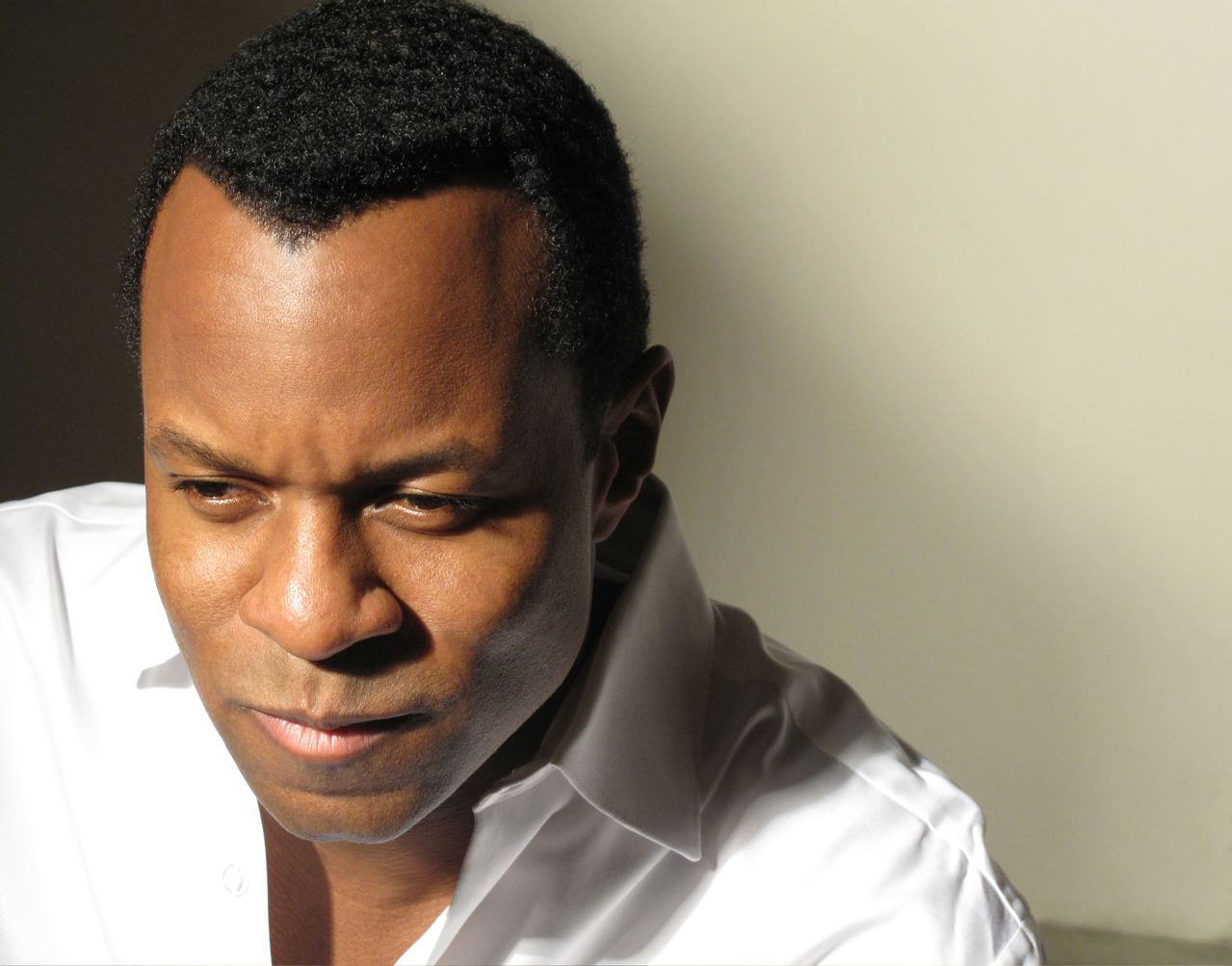
Geoffrey Fletcher

Geoffrey Shawn Fletcher (* 4. Oktober 1970 in New London, Connecticut, USA) ist ein US-amerikanischer Drehbuchautor, Professor und Oscar-Preisträger.
Er ist Professor für Film an der Columbia University und der New York University. Bekanntheit erlangte er als Autor des adaptierten Drehbuchs zu Precious – Das Leben ist kostbar (2009), für das er 2010 mit dem Oscar ausgezeichnet wurde. Sein nächstes Projekt war Violet & Daisy (2011), mit dem er sein Debüt als Regisseur und Produzent gab. 2013 und 2014 entstanden mehrere Kurzfilme, an deren Storyentwicklung er beteiligt war.

## Filmografie (Auswahl)
- 2009: Precious – Das Leben ist kostbar
- 2011: Violet & Daisy